# Montiainen
Montiainen med Pöhlö i sydväst är en ö i Kivijärvi och i kommunen Kivijärvi i landskapet Mellersta Finland, i den centrala delen av landet, 300 km norr om huvudstaden Helsingfors. Öns area är 19,1 hektar och dess största längd är 0,8 kilometer i sydöst-nordvästlig riktning.